# ريزيان ميرزوف
ريزيان ميرزوف (بالروسية: Мирзов, Резиуан Мухамедович)‏ (22 يونيو 1993 بباكسان في روسيا - ) هو لاعب كرة قدم روسي في مركز الوسط. لعب مع توربيدو موسكو وتيريك غروزني وسبارتك كوستروما ‏ وFC Ryazan (2010) ‏ وسبارتاك نالتشيك.

## روابط خارجية
- ريزيان ميرزوف على موقع الاتحاد الدولي (مؤرشف)  (الإنجليزية)
- ريزيان ميرزوف على موقع الاتحاد الأوربي (الإنجليزية)
- ريزيان ميرزوف على موقع قاعدة بيانات كرة القدم.إي يو (الإنجليزية)
- ريزيان ميرزوف على موقع Soccerway.com (الإنجليزية)
- ريزيان ميرزوف على موقع عالم كرة القدم.نت (الإنجليزية)